# 青海明胶
青海明胶股份有限公司 （深交所：000606）是中国深圳证券交易所的一家上市公司，主营业务范围为化学原料及化学制品制造业。
2011年，该公司主营业务收入为585570319.82元，公司净利润为-15224092.62元，公司总资产为1145064425.52元。